# 翼を広げて/愛は暗闇の中で
『翼を広げて/愛は暗闇の中で』（つばさをひろげて / あいはくらやみのなかで）は、ZARDの44作目のシングル。

## 概要
- 2006年3月発売の『悲しいほど貴方が好き／カラッといこう!』以来2年ぶり4度目の両A面シングル。初回限定盤(JBCJ-6011)には追悼ライブ『What a beautiful memory』で使用された「きっと忘れない」のライブ映像を収めたDVDが付属している。(通常版はJBCJ-6012)
- CDジャケットにはレコーディング中の坂井泉水のカメラ目線の写真が使われている。ZARDのシングルジャケットにカメラ目線の写真が使用されるのは「さわやかな君の気持ち」以来6年ぶり、通算でも「負けないで」、「痛いくらい君があふれているよ」、「さわやかな君の気持ち」の4作品だけである。
- 表題曲が大野愛果作曲ではないのは「さわやかな君の気持ち」以来6年ぶり、織田哲郎の楽曲が表題曲となるのは「息もできない」以来10年ぶり、栗林誠一郎の楽曲が表題曲となるのは「promised you」以来7年半年ぶり、織田哲郎、栗林誠一郎、両氏の楽曲が収録されるシングルは「風が通り抜ける街へ」以来11年ぶり、表題曲の編曲が明石昌夫となるのは「こんなにそばに居るのに」以来14年ぶりである。
- 「愛は暗闇の中で」は日本テレビ系テレビアニメ『名探偵コナン』のオープニング主題歌で「翼を広げて」は劇場版主題歌に起用されており、当作品におけるZARDの主題歌の起用は本作が最後で、タイアップは全9回である。また劇場版のプログラムには「『名探偵コナン』とZARDがともに歩んだ軌跡」として特集が組まれていた。
- 週間オリコンチャート3位を記録。これによりシングルトップ10獲得数が42作になり、ランクインの時点でサザンオールスターズ、SMAPと並んで歴代トップとなった[1]。

## 収録曲
1. 翼を広げて
作詞：坂井泉水
作曲：織田哲郎
編曲：明石昌夫
  - 全国東宝洋画系ロードショー『名探偵コナン 戦慄の楽譜』主題歌
  - 1993年に発売されたDEENのシングル「翼を広げて」のセルフカバー。CDが発売される10年以上前にレコーディングはされていたものの、アルバムコンセプトとの相違や収録曲とのバランスの関係で、音盤化が見送られていた。DEEN版とは違いコーラスが一切使われていない。
2. 愛は暗闇の中で featuring Aya Kamiki, Siyon Morishita (All Instrument), Naoki Ko-jin (Chorus)
作詞：坂井泉水
作曲：栗林誠一郎
編曲：森下志音 (SCHON)
  - 日本テレビ系アニメ『名探偵コナン』オープニングテーマ
  - 1stシングル「Good-bye My Loneliness」のカップリング曲で、BLIZARDの「Empty Days」（アルバム『SHOW ME THE WAY』に収録曲）のカバー。発表後17年経った2008年にテレビアニメ『名探偵コナン』の主題歌に起用され、シングル化されることとなった。アレンジが変更されており、森下志音が担当している。コーラスに上木彩矢が参加しているが、テレビアニメ『名探偵コナン』のオープニング曲として放送されたものは、上木彩矢のコーラスがないものになっている。また生前、坂井泉水によって歌詞が4行（2番のAメロが16小節増えている）書き加えられており、坂井はいつか歌いなおしたいと熱望していたが、実現しなかった。その部分はZARDを尊敬する上木彩矢が担当している。
  - 上木は自身のアルバム『Are you happy now?』でカバーしている。
3. 翼を広げて (Instrumental)
4. 愛は暗闇の中で (Instrumental)

### DVD（初回限定盤のみ）
1. きっと忘れない （追悼ライブ『What a beautiful memory』より 2007.9.14 日本武道館）

## 楽曲の収録アルバム
翼を広げて
- THE BEST OF DETECTIVE CONAN 3 〜名探偵コナン テーマ曲集3〜
- ZARD SINGLE COLLECTION 〜20th ANNIVERSARY〜
- ZARD Forever Best 〜25th Anniversary〜
- 劇場版 名探偵コナン 主題歌集 〜“20”All Songs〜
- DEEN The Best FOREVER 〜Complete Singles +〜 - 初回限定盤のPREMIUM DISCは、DEENへの楽曲提供者によるセルフカバー集であり、ZARDによるセルフカバーは本曲を含め3曲収録されている。

愛は暗闇の中で featuring Aya Kamiki
- THE BEST OF DETECTIVE CONAN 3 〜名探偵コナン テーマ曲集3〜
- ZARD SINGLE COLLECTION 〜20th ANNIVERSARY〜
- ZARD Forever Best 〜25th Anniversary〜